# Зидине
Зидине (арх. множина) је назив за, по правилу, високе и дебеле зидове замкова, тврђава, манастира и средњовековних градова.
Зидине су грађене у средњем веку и служиле су за одбрану замка, тврђаве, манастира или града од разбојника и непријатељске војске. На зидинама су распоређивани ратници и топови који су бранили утврђење или град. Често су зидине повезивале куле утврђења, у којима су се окупљали браниоци утврђења и осматрачи. Зидине су дуго времена биле најјаче средство одбране становника једног места. Постојале су у свим културама.
- Зидине тврђаве Нахал у Оману
- Зидине манастира Манасије
- Зидине ужичке средњовековне тврђаве
- Кинески зид, зидине које су чувале читаву нацију од инвазије